# Pieve dei Santi Vincenzo e Anastasio (Galliera)
La pieve dei Santi Vincenzo e Anastasio è la parrocchiale di San Vincenzo, frazione di Galliera, in città metropolitana ed arcidiocesi di Bologna; fa parte del vicariato di Galliera.
Si tratta di una delle pievi più antiche della pianura bolognese.

## Storia
La Pieve è citata la prima volta nell'anno 898. Durante il Medioevo ebbe la giurisdizione su venti chiese e un ospedale e il parroco era eletto da una collegiata di canonici. Il giuspatronato di detta pieve passò nel 1570 alla casa d'Este a cui spettava la nomina del parroco. Nel 1717 un'inondazione del Reno rese la chiesa impraticabile e nel 1737 fu ultimata una nuova chiesa, in posizione più elevata, costruita da Rinaldo I duca di Modena. Nel 1770 Il diritto di nomina del parroco venne affidato all'arcivescovo di Bologna Vincenzo Malvezzi. Nel 1780 venne ultimata la canonica, nel 1846 venne edificato il campanile su progetto di Giuseppe Brighenti e nel 1854 venne dipinta la nuova pala d'altare da Luigi Manzini. Nel 1925 venne realizzata la nuova facciata in cemento.

## Descrizione

### Interno
La chiesa è costruita in ordine tuscanico in volta con quattro cappelle laterali, e suoi intercalari, ed il coro in forma rotonda, il tutto di buona struttura, ed è posta con la facciata a sud-est. La sua lunghezza, dalla porta maggiore fino al muro del coro, è di 20 metri e la sua larghezza, di una sola navata, è di 7 metri. 
Dall'ingresso della chiesa:
- Primo altare in cornu epistolae (a destra) dedicato a Sant'Antonio di Padova con sua statua lignea
- Prima cappella in cornu epistolae (a destra) dedicata all'Immacolata concezione con tela del XVII secolo
- Nicchia anticamente occupata da confessionale e pulpito, ora ospita la statua di cartapesta di San Giuseppe (XIX secolo)
- Seconda cappella in cornu epistolae (a destra) dedicata a San Giuseppe con antica tela raffigurante lo sposalizio di Maria Vergine
- Altare maggiore degli inizi del XX secolo con la pala d'altare di Luigi Manzini raffigurante i Santi Patroni (1854) incorniciata da stucchi raffiguranti angeli e lo Spirito Santo, 2 cantorie e statue in gesso dei santi patroni
- Seconda cappella in cornu evangelii (a sinistra) dedicata alla Madonna del Rosario con statua del XIX secolo realizzata dal sig. Testoni di Bologna
- Prima cappella in cornu evangelii (a sinistra) dedicata a San Francesco con sua pala d'altare raffigurante San Francesco che riceve le stimmate
- Battistero composto da una vasca marmorea proveniente dalla vecchia chiesa e copertura in noce del XVIII secolo

Gli affreschi delle cappelle laterali sono stati realizzati a metà XIX secolo mentre quelli della navata centrale sono originali del 1737 e scoperti dall'ultimo restauro (2015)

### Esterno
La facciata è stata realizzata in cemento dall'ing. Tabarroni nel 1925, con uno stile di ordine tuscanico, timpano e bifora. La nuova facciata sostituì la più antica a salienti.

## Territorio parrocchiale
Il territorio della Parrocchia dei Santi Vincenzo e Anastasio confina a nord ovest con la parrocchia di San Venanzio di Galliera, a nord est con la parrocchia di San Michele Arcangelo di Poggio Renatico, a est con la parrocchia di Sant'Antonio Abate di Malalbergo, a sud con la parrocchia di Sant'Andrea di Maccaretolo ed a sud ovest e ovest con la parrocchia di Santa Maria di Galliera.
Storia del territorio parrocchiale
Dal Trecento il territorio parrocchiale della chiesa di San Vincenzo era già simile a quello attuale anche se successivamente sono state effettuate delle modifiche per venire incontro alle esigenze spirituali dei fedeli, spesso lontani dalla chiesa parrocchiale. 
Nel XVII sec. vennero stralciati dal territorio parrocchiale della pieve i terreni al di là del fiume Reno, verso Ferrara, corrispondenti all'attuale località di Case Reno Sabbioni in comune di Poggio Renatico, e accorpate alle parrocchie di San Michele Arcangelo di Poggio Renatico e di Santa Caterina di Gallo. 
Negli anni '20 del Novecento, con decreto arcivescovile del Card. Giovan Battista Nasalli Rocca da Corneliano, la località Bosco, corrispondente alle attuali vie Valle (fine), Ca' Bianca e Reno Est (fine), data la lontananza dalla pieve e l'impossibilità dell'edificazione di una cappella in loco, venne ceduta alla parrocchia di Sant'Antonio Abate di Malalbergo. 
Nel 1960 con altro decreto arcivescovile del Card. Giacomo Lercaro il territorio parrocchiale della pieve immediatamente a est della chiesa di San Venanzio cioè le attuali vie San Venanzio (fine),Cavallini, Onorato Malaguti, Rino Bergami, Ortigara e Guglielmo Marconi fino alla ferrovia (escluso l'abitato di San Prospero che è tuttora in parrocchia di San Vincenzo) venne unito alla parrocchia di San Venanzio. Nello stesso anno, col medesimo decreto vennero unite alla parrocchia di san Venanzio le vie dell'abitato di San Venanzio tra lo scolo Riolo e il pilastrino di Via San Vincenzo (ora situato dietro l'attuale Coop) e venne invece unito alla parrocchia di San Vincenzo il territorio tra lo scolo Renello e l'incrocio tra via Sant'Alberto e via Vittorio Veneto, in sostanza, la fine di via Vittorio Veneto e il civico 2 di via Sant'Alberto fino al ponte della Madonna che prima appartenevano alla parrocchia di Santa Maria di Galliera.
Attualmente nel territorio della parrocchia dei Santi Vincenzo e Anastasio risiedono 2.302 persone.
La parrocchia è stata soppressa, insieme a quella di Santa Maria di Galliera, il 28/08/2024 ed accorpata alla parrocchia di San Venanzio di Galliera. 

## Devozioni
I santi Vincenzo e Anastasio sono i titolari della pieve e Patroni della parrocchia e si festeggiano il 22 gennaio. La pieve era dedicata in origine solo a San Vincenzo ma, secondo decreto del concilio di Trento, dal 1570 le feste dei due santi vennero unite in un'unica festa. 
La parrocchia ha come patrona anche la Madonna del Manzatico (cartapesta del XIX secolo) che si celebra la terza domenica di settembre.
Sono molto venerati anche San Giuseppe (19 marzo), San Vincenzo Ferreri (seconda domenica dopo Pasqua), San Luigi Gonzaga (21 giugno), Sant'Antonio Abate (17 gennaio), Santa Liberata (18 gennaio) e San Francesco (4 ottobre).